# Oscar Ghiglia (Gitarrist)

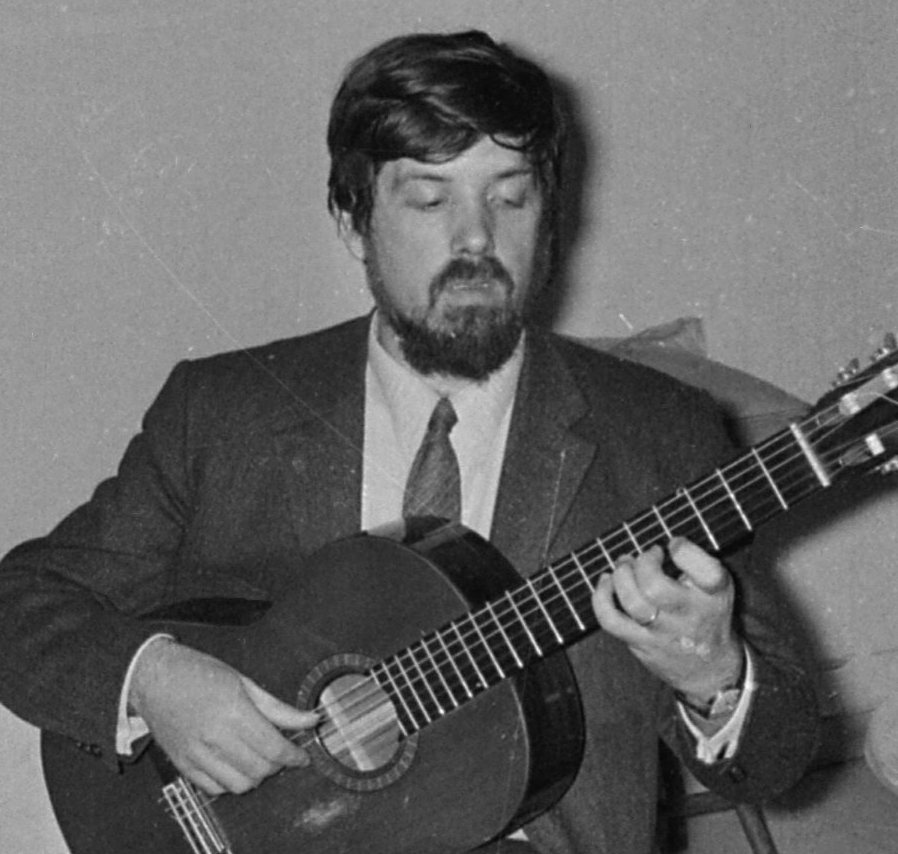
Oscar Ghiglia, 1969

Oscar Ghiglia (* 13. August 1938 in Livorno; † 3. März 2024 in Thessaloniki) war ein italienischer Gitarrist.

## Leben
Oscar Ghiglia wuchs in einer Künstlerfamilie auf, sein Großvater ist der Maler Oscar Ghiglia. Er schloss sein Musikstudium an der Santa Cecilia’s Conservatory in Rom ab. Wurde dann von Andrés Segovia unterrichtet, der ihn während seiner entscheidenden Jahre stark beeinflusst und inspiriert hat.
Er gründete auch das Guitar Departement beim Aspen Music Festival (Colorado, USA) und beim Festival de Musique des Arcs (Frankreich) und ist Leiter der Incontri Chitarristici di Gargnano (Italien).
1963 gewann Ghiglia den Ersten Preis des Internationalen Gitarrenwettbewerbs des französischen Rundfunks.
Ab 1976 lehrte er an der Accademia Musicale Chigiana in Siena.
Er war Gastprofessor in Cincinnati, den San Francisco Conservatories, an der Juilliard School Manhattan, der Hartt School und der Northwestern University of Evanston, Illinois. Von 1983 bis 2004 war Oscar Ghiglia Professor für Gitarre an der Musik-Akademie der Stadt Basel.
Aus seinen Schülern und Studenten ging eine große Anzahl erster Preisträger bei renommierten internationalen Gitarrenwettbewerben hervor. Neben seiner Tätigkeit als Solist konzertierte Oscar Ghiglia mit vielen namhaften Musikern.
Oscar Ghiglia war Gründungsmitglied des International Classic Guitar Quartet.
Er war seit 2001 bis zu seinem Tod mit der griechischen Gitarristin Elena Papandreou verheiratet, mit der er teilweise auch zusammenarbeitete und die letzten Lebensjahre in Thessaloniki lebte.
Er starb am 3. März 2024 an den Folgen einer Krankheit im Alter von 85 Jahren.